# Толстой Олександр Вікторович
Олександр Вікторович Толстой (нар. 1946, УРСР — пом. 1994, Україна) — радянський футболіст та тренер, виступав на позиції захисника.

## Кар'єра гравця
Дорослу футбольну кар'єру розпочав у 1965 році в аматорському колективі «Урожай» (Кримськ). Професіональну футбольну кар'єру розпочав у 1967 році в клубі «Сталь» (Дзержинськ). Через півроку перейшов до жановського «Азовця». У 1968 році отримав запрошення від першолігового клубу «Кубань» (Краснодар). У 1972 році перейшов до харківського «Металіста», у футболці якого 1973 року завершив кар'єру гравця.

## Кар'єра тренера
По завершенні кар'єри гравця розпочав тренерську діяльність. Спочатку працював у тренерському штабі «Дніпра» (Черкаси). З 5 квітня до 9 травня 1980 року допомагав тренувати дніпродзержинський «Металург», а з липня 1980 по травень 1981 року очолював черкаський «Дніпро».